# Iberis amara
El matablat (Iberis amara) és una espècie de planta amb flors del gènere Iberis dins la família de les brassicàcies (Brassicaceae). És nativa d'Europa Occidental i té usos medicinals i com a aliment.
Addicionalment pot rebre els noms de cap blanc, caps blancs, carraspic, herba blanca, matablat blanc, matablat comú i matablats. També s'han recollit les variants lingüístiques capblanc i mata blat.

## Descripció
És una planta herbàcia anual, de tija erecta, d'entre 10 i 40 cm d'altura amb ramificació distal, glabra a la part superior i una mica pubescent a la inferior. Les fulles són simples, algunes amb el marge dentat a prop de l'àpex, peciolades o sèssils i esparses, les inferiors amb forma d'espàtula i les superiors oblanceolades, fan entre 2 i 6 cm de llarg i entre 5 i 15 mm d'ample. Les flors són petites, fan aproximadament 1 cm de diàmetre, pedicelades, amb un calze amb quatre sèpals oblongs i una corol·la amb quatre pètals, dos força més petits que els altres, de color blanc o violeta clar. El fruit és una síliqua.

## Principis actius
Conté glucoiberòsids i glucoqueirolòsids que en hidrolitzar-se produeixen isotiocianats. Les flors contenen glucorhamnòsids.

## Propietats
La saba, lleugerament tòxica, conté glucòsids d'oli de mostassa (glucoiberina i ibamarina), flavonoides (inclosa la quercetina) i cucurbitacines de gust molt amargant. És per aquest últim grup de compostos que  estimula la secreció gàstrica i biliar; també té propietats antiespasmòdiques i antiinflamatòries.
Resulta per tant recomanable per a problemes digestius i hepàtics, i secundàriament pel tractament amb fitoteràpia de la gota i el reumatisme.
En grans quantitats produeix vòmits, nàusees i diarrees.